# هاينز ريختر (دراج)
هاينز ريختر (بالألمانية: Heinz Richter) مواليد 24 يوليو 1947 في تسيتاو، هو دراج ألماني سابق. سبق أن شارك في دورة الألعاب الأولمبية الصيفية وفاز بميدالية أولمبية.

## الميداليات
| الميدالية | المسابقة                       |
| --------- | ------------------------------ |
| فضية      | الألعاب الأولمبية الصيفية 1972 |

## روابط خارجية
- هاينز ريختر على موقع أرشيف الدراجات (الإنجليزية)
- هاينز ريختر على موقع اللجنة الأولمبية الدولية (الإنجليزية)
- هاينز ريختر على موقع أوليمبيديا (الإنجليزية)